# Mahmoud-Nader Al Baloushi
Mahmoud-Nader Al Baloushi (* 30. Juni 1980 in al-Ain) ist ein ehemaliger Tennisspieler aus den Vereinigten Arabischen Emiraten.

## Karriere
Mahmoud-Nader Al Baloushi gab 2008 sein Debüt auf der ATP Tour in Dubai. Für das Einzelfeld erhielt er eine Wildcard und spielte in der ersten Runde gegen den Qualifikanten Michail Ledowskich. Er verlor dieses Duell deutlich mit 1:6, 1:6. Im Doppel trat er ebenfalls – gemeinsam mit Hamad Abbas Janahi – an, verlor jedoch auch sein Auftaktmatch gegen die späteren Finalisten Martin Damm und Pavel Vízner. In den Jahren 2009, 2010 und 2011 schied er jeweils in der ersten Qualifikationsrunde für das Turnier in Dubai aus. Im Doppel erhielt er 2009 und 2010 eine Wildcard für das Hauptfeld, scheiterte auch hier in beiden Jahren in der ersten Runde. Seit 2011 hat er kein Profimatch mehr bestritten. Außer bei den aufgezählten Turnieren spielte der Emirati nur ein weiteres Turnier in seiner sportlich aktiven Zeit, ein Future in Dubai; auch das ging deutlich verloren. Er konnte bei keinem Turnier einen Satz gewinnen und war nie in der Tennisweltrangliste platziert.
Al Baloushi spielte von 1997 bis 2016 für die Davis-Cup-Mannschaft der Vereinigten Arabischen Emirate. Er hat eine Gesamtbilanz von 40:54, was ihn nach Omar Awadhy zum zweiterfolgreichsten Spieler seines Landes macht.